# Кральевец-на-Сутли
Кральевец-на-Сутли (хорв. Kraljevec-na-sutli) — община с центром в одноимённом посёлке на севере Хорватии, в Крапинско-Загорской жупании. Население 377 человек в самом посёлке и 1723 человека во всей общине (2011). Подавляющее большинство населения — хорваты (98,5 %). В состав общины кроме Кральевица входят ещё 9 деревень.
Посёлок находится в холмистой местности в километре от границы со Словенией, которая здесь проходит по реке Сутла. В 5 км к северу находится хорватский город Кланьец, в 8 км к юго-западу — словенский город Брежице. Посёлок связан местными дорогами с окрестными городами.
Приход Святой Троицы в Кральевеце был основан в 1789 году. Приходская церковь была построена в 1836 году в неоклассическом стиле. В 1880 году здание было повреждено землетрясением, позднее восстановлено. Кроме церкви Святой Троицы в общине две часовни — часовня Девы Марии в Кральевеце и в деревне Капельски-Врх (Kapelski Vrh) — часовня Святого Иосифа.